# Tanner Foust
Tanner Foust es un piloto de carreras profesional, conductor y anfitrión de la versión estadounidense de la serie Top Gear. Ha competido en carreras de Drag, Rally, Drift, Carreras en hielo, contrarreloj, rallycross con múltiples podios logrados, campeonatos nacionales y ha logrado varios récords mundiales. Actualmente es piloto de McLaren Racing Team en Extreme E

## Carrera
Se graduó de la Universidad de Colorado con título en Biología Molecular. Fue candidato a convertirse en coanfitrión de la versión original estadounidense de la serie Top Gear, en la NBC y filmó un piloto antes de que la serie fuera cancelada. La serie fue retomada por el History Channel y Foust fue el único presentador-piloto para presentar la serie en los EE.UU a finales de 2010. También ha conducido otros programas Speed Channel's SuperCars Exposed, Speed Channel's Redline TV y ESPN's Import Tuners. El 21 de noviembre de 2010, hizo su debut en la serie de History Channel, Top Gear, la versión latinoamericana de la exitosa serie de la BBC del mismo nombre.
Es un competidor destacado en la serie Fórmula Drift, ganando el campeonato de 2007 y 2008. Foust es el primer piloto en la historia de la Fórmula Drift en ganar campeonatos consecutivos.
Es el piloto más laureado en la historia de los X Games, con 9 medallas. Primero compitió en los X Games en 2007, donde ganó el oro en el evento de carreras de rally. También participó en el Rally de América en 2009. En 2010 en los X Games que ganó el oro en Rally y Súper Rally, en un Ford Fiesta.
También compitió en el Campeonato Europeo de Rallycross, convirtiéndose en el primer estadounidense en hacerlo. Foust fue un competidor regular de ERC, participando en todas las 10 rondas de la serie FIA reconocida como Global RallyCross - ganador del campeonato. En 2012, Foust continuó su éxito con otro campeonato mundial de rallycross.
En 2013, Foust ganó la medalla en ambos eventos de carreras de los X Games Los Ángeles con un oro en Gymkhana Grid y plata en rallycross. Estos marcaron su octava y novena medallas de X Games. Actualmente se encuentra en segundo lugar en puntos por detrás de su compañero de equipo Ford Racing Toomas Heikkinen. Tanner volverá para una cuarta temporada como presentador de Top Gear al final del verano.

## Competiciones
Rally
- 2005 Rally America PGT - Campeón (Subaru Impreza)
- 2006 Rally America PGT - Segundo (Subaru Impreza)
- 2007 Rally America - Cuarto lugar (6 podios)

Drifting
- 2006 Formula Drift - Tercer lugar (Nissan Silvia)
- 2007 Formula Drift - Campeón (Nissan 350Z)
- 2008 Formula Drift - Campeón (Nissan 350Z)
- 2009 Formula Drift - Sexto lugar (3 podios) (Scion TC)
- 2010 Formula Drift - Segundo Lugar (Scion TC)

Rallycross, X Games y Gymkhana
- 2006 
  - X Games Rally Stadium Super Special - Tercer mejor tiempo
- 2007
  - X Games Rally - Medalla de Oro (Subaru Impreza)
- 2008
  - X Games Rally - Medalla de Plata (Subaru Impreza)
- 2009
  - X Games Rally - Medalla de Bronce (Ford Fiesta)
- 2010
  - X Games Super Rally - Medalla de Oro (Ford Fiesta)
  - X Games Rally - Medalla de Oro (Ford Fiesta)
  - Gymkhana Grid - Medalla de Oro AWD (Ford Fiesta)
- 2011
  - Campeonato Europeo de Rallycross - Medalla de Plata (Ford Fiesta)
  - Global RallyCross - Campeón (Ford Fiesta)
  - X Games RallyCross - Medalla de Plata (Ford Fiesta)
- 2012
  - Global RallyCross Championship - Campeón (Ford Fiesta)
- 2013
  - X Games Munich RallyCross - Medalla de Bronce (Ford Fiesta)
  - X Games Los Angeles Gymkhana Grid - Medalla de Oro (Ford Fiesta)
  - X Games Los Angeles RallyCross - Medalla de Plata (Ford Fiesta)

Carrera de Campeones
- 2008: Competidor
- 2009: Competidor
- 2010: Competidor

Récords mundiales
- 2011: Salto largo en vehículo de cuatro ruedas (332 pies)
- 2011: Velocidad bajo techo
- 2012: Rulo más grande (60 pies de diámetro)

## Películas y TV
- Auto Access (2005–2007) Presentador
- Import Racers: "Bull Run" (2006)
- Master of Champions: "Premiere" (2006) Competidor
- RM Classic Car Auction (2007) Presentador
- Redline TV (2007) Presentador
- Top Gear (NBC) (2008) Presentador
- Mad Skills: Rhys Millen Is the Kiwi Drifter (2008)
- SuperCars Exposed (2008–2009) Presentador
- Street Customs: "GTO" (2009)
- Battle of the Supercars (2010)
- Top Gear (2010— 2016) Presentador y Conductor
- Hot Wheels: Fearless at the 500 (2011)
- Octane Academy (2012-2013)